# Siganus uspi
Siganus uspi is een straalvinnige vissensoort uit de familie van konijnvissen (Siganidae). De wetenschappelijke naam van de soort is voor het eerst geldig gepubliceerd in 1974 door Gawel & Woodland.